# Крайнчиця
Крайнчиця (словен. Krajnčica) — поселення в общині Шентюр, Савинський регіон, Словенія. 
Висота над рівнем моря: 299 м.